# Восточный Бараний
Восточный Бараний — потухший вулкан, расположенный в восточной части полуострова Камчатка.
Является частью массива Большого Семячика и составляет посткальдерное вулканическое образование, он приурочен к западной части кальдеры. Располагается на склоне вулкана Западный бараний.
Абсолютная высота — 1320 м.
Деятельность вулкана относится к концу верхнего плейстоцена до голоцена. Состав лав изменялся вначале на андезито-базальтовый, затем андезито-дацитовый и андезитовый.